# سروانسز ۷۹۱۴۴
سیارک ۷۹۱۴۴ (به انگلیسی: 79144 Cervantes، نامگذاری:1992CM3) هفتاد و نه هزار و صد و چهل و چهارمین سیارک کشف شده‌است که در ۲ فوریه ۱۹۹۲ کشف شد.